# 木姜润楠
木姜润楠（学名：Machilus litseifolia）为樟科润楠属下的一个种。

## 扩展阅读
- 維基物種上的相關：木姜润楠